# 博爾佐瓦
51°24′56″N 24°27′57″E / 51.41556°N 24.46583°E
博爾佐瓦（烏克蘭語：Борзова），是烏克蘭的村落，位於該國西部沃倫州，由科韋利區負責管轄，始建於1570年，面積0.63平方公里，海拔高度164米，2001年人口163，人口密度每平方公里259.97人。